# Fodina contigua
Fodina contigua là một loài bướm đêm trong họ Noctuidae.

## Hình ảnh

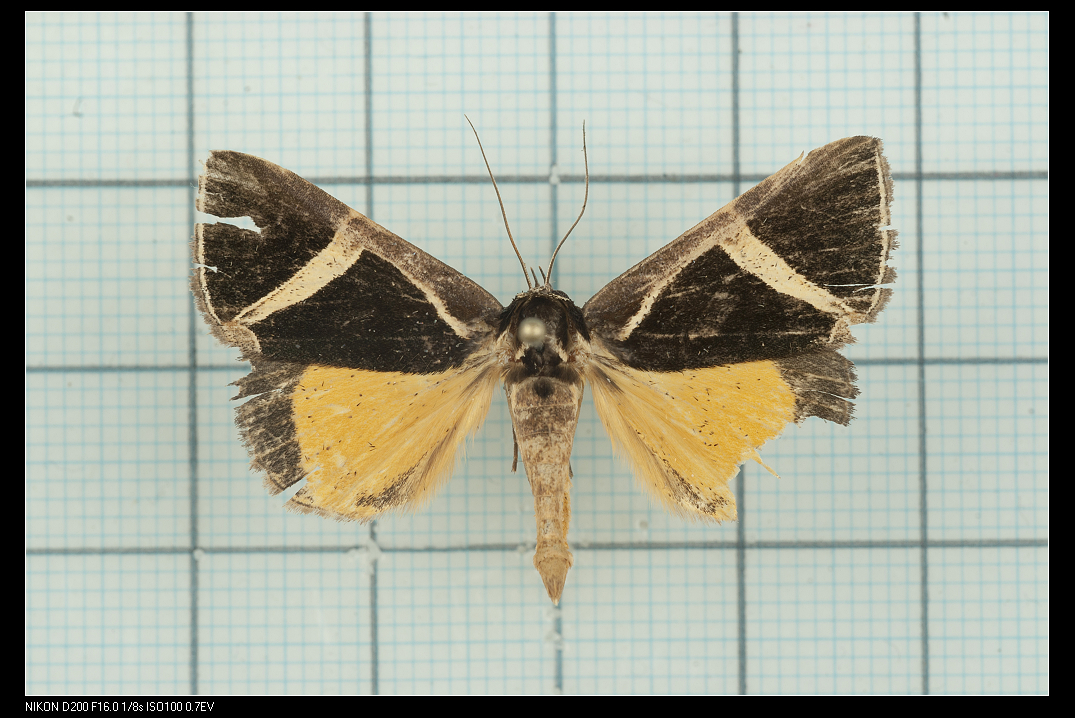